# Sinaloa
 (octobre 2022).
Si vous disposez d'ouvrages ou d'articles de référence ou si vous connaissez des sites web de qualité traitant du thème abordé ici, merci de compléter l'article en donnant les références utiles à sa vérifiabilité et en les liant à la section « Notes et références ».
Pour les articles homonymes, voir Sinaloa (homonymie).
Le Sinaloa (prononcé en espagnol : /sinaˈloa/), officiellement l'État libre et souverain de Sinaloa (Estado Libre y Soberano de Sinaloa /esˈtado ˈliβɾe i soβeˈɾano de sinaˈloa/), est un État du Mexique situé sur la côte du golfe de Californie (océan Pacifique). Entouré par les États de Sonora, de Chihuahua, de Durango et de Nayarit, il occupe une superficie de 58 092 km2. Avec 2 536 844 habitants, le Sinaloa est l'État le plus peuplé du nord-ouest du Mexique.
Il est divisé en 18 municipalités (du Nord au Sud) : Ahome, Angostura (es), Choix (es), Cosalá (es), Culiacán (es), El Fuerte (es), Elota (es), Guasave (es), Mocorito (es), Navolato, Salvador Alvarado (es), San Ignacio (es), Sinaloa (es), 
Mazatlán, Concordia et Escuinapa. Sa capitale est Culiacán (ou Culiacán de Rosales) (745 000 habitants).
Villes principales (ordonnées par taille) : Culiacán, Mazatlán, Los Mochis, Sinaloa, et Angostura.
En outre, l'État de Sinaloa a une population majoritairement blanche et métisse.

## Période contemporaine
En février 2013 la dépouille de Julia Pastrana, connue comme « la femme-singe » ou « la femme la plus laide du monde », est rendue au Mexique par l'Université d'Oslo et est enterrée dans l'État de Sinaloa,.
L'homme politique mexicain Mario López Valdez en fut le gouverneur de 2011 à 2016.

## Géographie

### Physiographie
L'État de Sinaloa est situé sur la côte, bordée par l'océan Pacifique, des États-Unis du Mexique, sa partie sud est ouverte sur l'océan et sa partie nord fait face à la côte est de la Péninsule de Basse-Californie. Avec les États de Sonora, Basse-Californie et Basse-Californie du Sud, il fait partie d'une vaste région souvent appelée « nord-ouest du Mexique », bornée par l'océan et la chaîne de montagnes de la Sierra Madre occidentale. Ce nord-ouest mexicain trouve son prolongement naturel dans les Etats américains d'Arizona, de Californie et du Nevada.
La partie la plus peuplée de l'état de Sinaloa est une plaine côtière trapézoïdale qui longe la mer à l'ouest et la montagne à l'est. La distance entre la mer et la montagne varie de 100 km ou à peu près, dans la municipalité d'Escuinapa, à la frontière avec l'état de Nayarit jusqu'à 200 km sur la frontière avec l'état de Sonora.

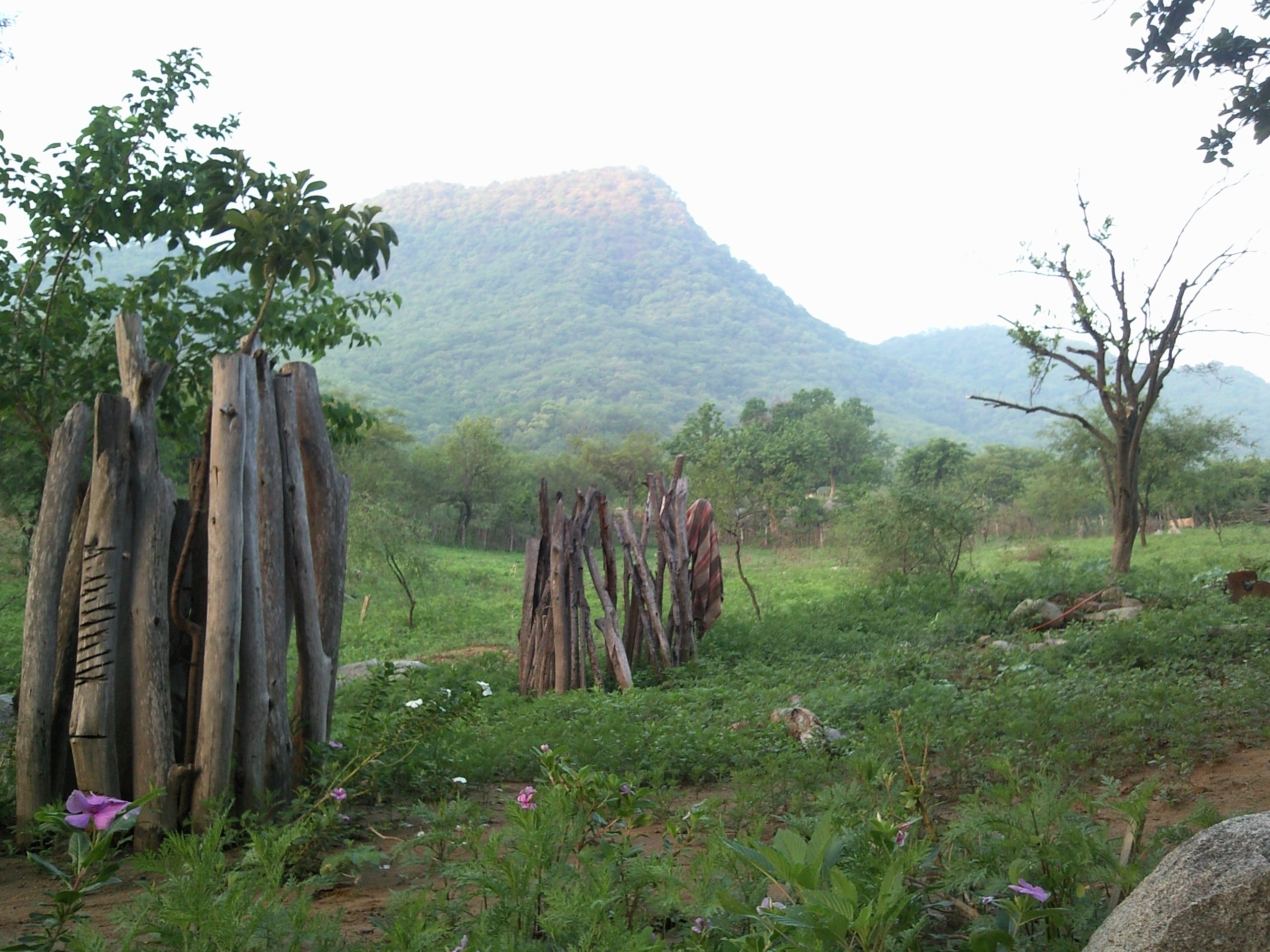
La Sierra Madre vue depuis la plaine dans la municipalité de Choix

Le massif montagneux qui borde la frontière orientale du territoire de l'état de Sinaloan fait partie de la principale chaîne de montagnes incluse dans le territoire de la république mexicaine, la Sierra Madre Occidentale. Elle sépare le Sinaloa des États de Durango et de Chihuahua. Les plus hauts sommets de la sierra culminent à 3 000 m d'altitude, mais se trouvent sur le territoire Durango ou sur le territoire de Chihuahua, car les frontières entre les états ne suivent pas les lignes de crête les plus élevés. Le territoire montagneux de Sinaloa comprend des hauteurs comprises entre 1 000 et 2 000 m d'altitude. La Sierra Madre est riche en ressources minérales. Des aventuriers y ont recherché et exploité, pendant des siècles, principalement de l'argent, de l'or, du cuivre et du plomb. Les mines d'argents de Sinaloa n'ont jamais été aussi faciles d'accès et aussi généreuses que celle de Guanajuato ou de Zacatecas, mais elles expliquent la permanence d'activités et de traditions liées à l'extraction principalement dans les municipalités du Sud de l'État comme El Rosario et Cosala.

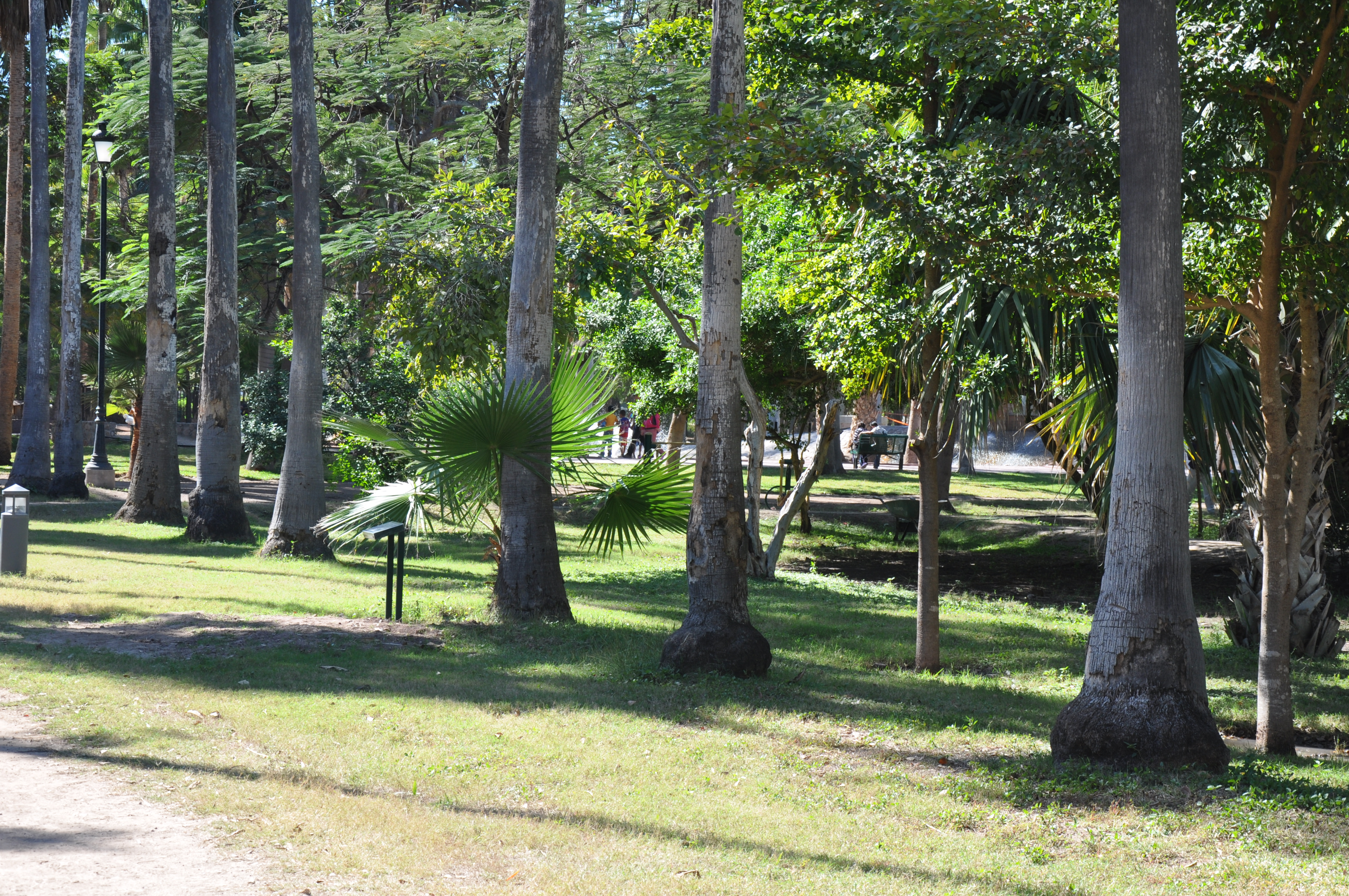
Jardin botanique "Benjamín F. Johnston" du Parque Sinaloa

### Climat
Le climat est chaud et semi aride dans les plaines, avec des températures moyennes allant de 24 à 25 degrés. Les précipitations annuelles sont de 600 mm, allant jusqu'à 1 400 mm au sud de l'État. Sinaloa est traversé par plusieurs fleuves côtiers qui forment de larges vallées fertiles au pied des montagnes. Les principaux cours d'eau sont les ríos Culiacán, Fuerte et Sinaloa.

## Organisation politique et administrative

### Statut des municipalités
Les municipalités sont des divisions administratives de premier niveau de l'État et des entités fédérales de troisième niveau. Elles sont dotées d'une personnalité juridique propre, bénéficient directement de certaines entrées fiscales, et gèrent un patrimoine qui est composé de biens publics et de biens privés. Leurs biens publics comprennent les immeubles à usage et les meubles qu'elles acquièrent ou possèdent et qui présentent un caractère irremplaçable. Elles sont subdivisées en arrondissements (Sindicatura) qui sont eux-mêmes composées de commissariats municipaux (Comisaría) dont elles sont libres de définir les limites qu'elles doivent néanmoins soumettre à l'approbation du congrès de l'État.
Les établissements humains reçoivent les appellations suivantes :
| Dénomination en espagnol | Équivalent en français | Caractéristiques                                                              |
| ------------------------ | ---------------------- | ----------------------------------------------------------------------------- |
| Ciudad                   | Cité                   | Agglomération de plus de 25 000 habitants ou chef-lieu d'une municipalité     |
| Villa                    | Ville                  | Agglomération de plus de 5 000 habitants ou chef-lieu d'arrondissement        |
| Pueblo                   | Bourg                  | Agglomération de plus de 2 000 habitants ou siège d'un commissariat municipal |
| Rancho                   | Village                | Agglomération de moins de 2 000 habitants                                     |

### Municipalités
L'État de Sinaloa est divisé en dix-huit municipalités libres.
| code | Municipalité           | Siège de la municipalité  | Population (2020) | Superficie (km2) |
| ---- | ---------------------- | ------------------------- | ----------------- | ---------------- |
| 001  | Ahome                  | Los Mochis                | 44 093            | 3 995,40         |
| 002  | Angostura (es)         | Angostura (es)            | 44 093            | 1 902,00         |
| 003  | Badiraguato (es)       | Badiraguato               | 26 542            | 4 836,30         |
| 004  | Concordia              | Concordia                 | 24 899            | 2 167,30         |
| 005  | Cosalá (es)            | Cosalá (es)               | 17 012            | 2 172,00         |
| 006  | Culiacán (es)          | Culiacán                  | 1 003 530         | 6 305,00         |
| 007  | Choix (es)             | Choix (es)                | 29 334            | 3 214,70         |
| 008  | Elota (es)             | La Cruz (es)              | 55 339            | 1 643,40         |
| 009  | Escuinapa (es)         | Escuinapa de Hidalgo (es) | 59 988            | 1 554,60         |
| 010  | El Fuerte (es)         | El Fuerte (es)            | 96 593            | 4 169,80         |
| 011  | Guasave (es)           | Guasave (es)              | 289 370           | 2 938,20         |
| 012  | Mazatlán (es)          | Mazatlán                  | 501 441           | 2 531,40         |
| 013  | Mocorito (es)          | Mocorito (es)             | 40 358            | 2 800,60         |
| 014  | Rosario (es)           | El Rosario (es)           | 52 345            | 2 634,70         |
| 015  | Salvador Alvarado (es) | Guamúchil                 | 79 492            | 773,60           |
| 016  | San Ignacio (es)       | San Ignacio (es)          | 19 505            | 5 070,10         |
| 017  | Sinaloa (es)           | Sinaloa de Leyva          | 78 670            | 6 325,80         |
| 018  | Navolato (es)          | Navolato                  | 149 122           | 2 330,70         |

## Économie
- Agriculture : L'agriculture est l'épine dorsale de l'économie de l'État avec une grande partie de ses secteurs cultivés avec irrigation. Le réseau étendu d'irrigation a le potentiel pour une future expansion. L'État est un leader dans la production de riz et de légumes et le deuxième pour le blé et le haricot. La majeure partie de l'agriculture de l'État est située dans les municipalités de Culiacan, Navolato, Angostura, EL Fuerte et Ahome.
- Pêche : La pêche est le deuxième secteur d'activité de Sinaloa. L'état tient le premier rôle au niveau national en termes de valeur de production, et le troisième en termes de volumes de poissons et de fruits de mer. Il y a un grand potentiel pour développer l'aquaculture, particulièrement la production de crevettes.
- Industrie : Il y a des industries dans tout l'État. L'activité agro-industrielle de Sinaloa est liée à la production agricole et à la pêche, elle consiste principalement en usines de mise en boîte et d'emballage d'aliments surgelés.
- Infrastructure : Avec ses trois aéroports internationaux (Culiacán, Mazatlán et Los Mochis), le réseau de routes qui le relie à la frontière des États-Unis, et les deux ports maritimes principaux de Mazatlán et Topolobampo, Sinaloa est bien relié avec le reste du pays et du monde.

## Sources
- (es) Instituto Nacional de Estadística y Geografía (México). - INEGI, « Anuario estadístico y geográfico de Sinaloa 2017 » [PDF], sur DataTur, Aguascalientes, Gobierno Del Estado De Sinaloa, 2017.